# Temporada 1977-78 de los Phoenix Suns
La temporada 1977-78 fue la décima de los Phoenix Suns en la NBA. La temporada regular acabó con 49 victorias y 33 derrotas, ocupando el tercer puesto de la Conferencia Oeste, clasificándose para los playoffs, en los que cayeron en primera ronda ante los Milwaukee Bucks.

## Elecciones en elDraft
| Ronda | Puesto | Jugador        | Posición | Nacionalidad   | Universidad    |
| ----- | ------ | -------------- | -------- | -------------- | -------------- |
| 1     | 5      | Walter Davis   | Escolta  | Estados Unidos | North Carolina |
| 3     | 66     | Mike Bratz     | Base     | Estados Unidos | Stanford       |
| 6     | 115    | Billy McKinney | Base     | Estados Unidos | Northwestern   |
| 7     | 136    | Alvin Scott    | Alero    | Estados Unidos | Oral Roberts   |

## Temporada regular
| División Pacífico        | División Pacífico | División Pacífico | División Pacífico | División Pacífico | División Pacífico | División Pacífico | División Pacífico | División Pacífico |
| Equipo                   | G                 | P                 | %                 | PD                | Casa              | Fuera             | Div               |                   |
| ------------------------ | ----------------- | ----------------- | ----------------- | ----------------- | ----------------- | ----------------- | ----------------- | ----------------- |
| y-Portland Trail Blazers | 58                | 24                | .707              | –                 | 36–5              | 22–19             | 13–3              |                   |
| x-Phoenix Suns           | 49                | 33                | .598              | 9                 | 34–7              | 15–26             | 8–8               |                   |
| x-Seattle SuperSonics    | 47                | 35                | .573              | 11                | 31–10             | 16–25             | 8–8               |                   |
| x-Los Angeles Lakers     | 45                | 37                | .549              | 13                | 29–12             | 16–25             | 6–10              |                   |
| Golden State Warriors    | 43                | 39                | .524              | 15                | 30–11             | 13–28             | 5–11              |                   |

## Playoffs

### Primera ronda
Phoenix Suns vs. Milwaukee Bucks 
| Fecha       | Partido                               | Ciudad    |
| ----------- | ------------------------------------- | --------- |
| 11 de abril | Phoenix Suns 103, Milwaukee Bucks 111 | Phoenix   |
| 14 de abril | Milwaukee Bucks 94, Phoenix Suns 90   | Milwaukee |
|             | Milwaukee Bucks gana las series 2-0   |           |

## Estadísticas
| Rk | Jugador        | Edad | P  | PT | MP   | TC   | TCI  | %TC  | TL  | TLI | %TL  | RO  | RD  | RT  | AS  | RB  | TAP | BP  | FP  | PTS  |
| -- | -------------- | ---- | -- | -- | ---- | ---- | ---- | ---- | --- | --- | ---- | --- | --- | --- | --- | --- | --- | --- | --- | ---- |
| 1  | Walter Davis   | 23   | 81 |    | 32.0 | 9.7  | 18.4 | .526 | 4.8 | 5.8 | .830 | 2.0 | 4.0 | 6.0 | 3.4 | 1.4 | 0.2 | 3.5 | 3.0 | 24.2 |
| 2  | Don Buse       | 27   | 82 |    | 31.1 | 3.5  | 7.6  | .458 | 1.4 | 1.7 | .824 | 0.7 | 2.3 | 3.0 | 4.8 | 2.3 | 0.2 | 1.5 | 1.8 | 8.4  |
| 3  | Paul Westphal  | 27   | 80 |    | 31.0 | 10.1 | 19.6 | .516 | 5.0 | 6.1 | .813 | 0.5 | 1.5 | 2.1 | 5.5 | 1.7 | 0.4 | 3.5 | 2.0 | 25.2 |
| 4  | Alvan Adams    | 23   | 70 |    | 27.3 | 6.2  | 12.8 | .485 | 3.1 | 4.2 | .730 | 2.3 | 5.8 | 8.1 | 3.2 | 1.2 | 0.9 | 3.3 | 3.5 | 15.5 |
| 5  | Gar Heard      | 29   | 80 |    | 26.2 | 3.3  | 7.8  | .424 | 1.1 | 1.8 | .612 | 2.1 | 6.1 | 8.2 | 1.7 | 1.6 | 1.3 | 1.5 | 2.7 | 7.8  |
| 6  | Ron Lee        | 25   | 82 |    | 23.5 | 5.1  | 11.6 | .439 | 2.1 | 2.8 | .746 | 1.2 | 1.9 | 3.1 | 3.7 | 2.7 | 0.2 | 2.7 | 3.1 | 12.2 |
| 7  | Dennis Awtrey  | 29   | 81 |    | 20.0 | 1.4  | 3.3  | .424 | 0.9 | 1.3 | .633 | 1.2 | 2.5 | 3.7 | 2.0 | 0.2 | 0.3 | 1.6 | 1.9 | 3.6  |
| 8  | Alvin Scott    | 22   | 81 |    | 19.0 | 2.2  | 4.6  | .488 | 1.6 | 2.4 | .691 | 1.7 | 2.7 | 4.4 | 1.1 | 0.6 | 0.5 | 1.0 | 2.0 | 6.1  |
| 9  | Curtis Perry   | 29   | 45 |    | 18.2 | 2.4  | 5.4  | .453 | 1.1 | 1.4 | .785 | 1.9 | 3.6 | 5.6 | 1.1 | 0.8 | 0.5 | 1.4 | 2.7 | 6.0  |
| 10 | Bayard Forrest | 23   | 64 |    | 13.9 | 1.7  | 3.7  | .466 | 0.8 | 1.6 | .476 | 1.3 | 2.6 | 3.9 | 2.0 | 0.4 | 0.5 | 1.3 | 1.6 | 4.2  |
| 11 | Mike Bratz     | 22   | 80 |    | 11.7 | 2.0  | 4.9  | .403 | 0.7 | 0.9 | .824 | 0.5 | 0.9 | 1.4 | 1.5 | 0.5 | 0.1 | 1.1 | 1.3 | 4.7  |
| 12 | Greg Griffin   | 25   | 36 |    | 11.7 | 1.7  | 4.7  | .361 | 0.6 | 1.0 | .639 | 1.2 | 1.6 | 2.9 | 0.7 | 0.4 | 0.0 | 1.1 | 1.6 | 4.0  |

## Galardones y récords
| Jugador       | Galardón                                                                                           |
| Walter Davis  | Rookie del Año de la NBA 2.º Mejor quinteto de la NBA Mejor quinteto de rookies de la NBA All-Star |
| Paul Westphal | 2.º Mejor quinteto de la NBA All-Star                                                              |
| Don Buse      | Mejor quinteto defensivo de la NBA                                                                 |
| Ron Lee       | Líder en robos de la NBA                                                                           |